# Vin Mariani
Il Vin Mariani è una bevanda a base di vino e foglie di coca. Nacque nel 1863 grazie al chimico francese Angelo Mariani, e la composizione originale erano foglie di coca del Perù lasciate a macerare nel vino Bordeaux rosso per dieci ore. Il Vin Mariani ispirò nel 1886 John Pemberton a inventare una sua variante, la Coca-Cola.

## Storia
Nel 1859, Paolo Mantegazza pubblicò negli Annali universali di medicina di Milano lo studio Sulle virtù igieniche e medicinali della coca e sugli alimenti nervosi in generale, primo testo del genere, il cui successo in Italia e all'estero fece da apripista alla commercializzazione di prodotti a base di cocaina. Questo vino arricchito di cocaina fu particolarmente apprezzato dai papi Leone XIII, Benedetto XV e Pio X, che ne furono così entusiasti che, in segno di approvazione ufficiale, lo insignirono di tre medaglie d'oro speciali. Il ritratto di Leone XIII comparve quale "testimone d'alto rango" su alcuni manifesti e inserzioni che Mariani aveva ordinato per pubblicizzare il prodotto.
Fra il 1870 e il 1913, Mariani ebbe, fra i suoi innumerevoli clienti di tutto il mondo, ben sedici fra re e regine, dallo zar di Russia al principe di Galles e oltre un migliaio di altre celebrità, da Sarah Bernhardt a Joseph John Thomson, da Émile Zola a Charles Gounod, da H. G. Wells al presidente statunitense William McKinley. Famosi o sconosciuti, questi clienti compravano (o spesso, se erano proprio importanti, ricevevano in omaggio) il suo famoso "Vino Tonico Mariani alla coca del Perù". Infatti in quella fase storica della medicina, i "vini medicinali" erano fra i rimedi più diffusi.
Nel 1880 cominciò la produzione industriale della bevanda a Neuilly-sur-Seine con 60 g di foglie di coca peruviane lasciate a macerare per dieci ore prima nel Bordeaux e poi nel Cognac, a cui veniva aggiunto il 6% di zucchero nelle bottiglie da 50 cL. La bevanda venne commercializzata in tutto il mondo, ma a inizio '900 fu vietata in Italia e dal 1930 anche in Francia; nel 2017 un suo discendente ha prodotto ad Ajaccio una sua variante con foglie di coca boliviane lasciate a macerare per dieci ore nel vino Vermentino della Corsica. La coca, per essere venduta in Europa, è privata degli alcaloidi psicotropi (come l'aroma 7X della moderna Coca-Cola).

## Tenore alcolico e presenza di cocaina
Il Vin Mariani conteneva da 150 a 300 mg/L di cocaina e un bicchiere 25–50 mg, ogni oncia (circa 28 mL) conteneva 6,5 mg di cocaina e un volume alcolico dell'11%, mentre secondo Mariani era del 17%.